# Антонио Солари
Антонио Солари (итал. Antonio Solario; 1465 — 1530), познат под надимком „Циганин” (итал. Lo Zingaro), био је италијански сликар венецијанске школе, радио је у Напуљу, Марки и Енглеској.

## Биографија
Подаци о животу Соларија су веома оскудни и неизвесни, чак су и место и датум рођења предмет спорова. Према историчару и академику Ђенару Равици, који је такође био класификатор општинског историјског архива, Солари је рођен у Кјетију, док други наводе да је рођен и школован у Венецији где је потписао олтарску слику Antonius Desolario, Venetus 1514 која се сада налази у Бристолском музеју и уметничкој галерији, док је Madonna col Bambino у Националној галерији у Лондону. Соларијева активност 1502—1506. је документована у Марку где је своју технику обогатио утицајима умбријско-маршке школе која је присутна на фрески Storie di San Benedetto која се сматра његовим најзначајнијим делом. Друга верзија Madonna col Bambino e un donatore датира из истог периода и сада се чува у музеју Каподимонте. Соларијева дела се понекад мешају са радовима његовог савременика Андреа Соларија, италијанског ренесансног сликара Миланске школе, пример за то је портрет Чарлса II Амбоаза у Лувру. Соларијева тенденција је природњачка: главе су живописне и индивидуалне, а пејзажна позадина измишљена.
Верзију биографије о Соларију је написао Бернардо Де Доминичи који је неколико пута критикован. Доминичи је наводио да је Солари рођен око 1382. године у Рипа Театини, а да је преминуо 1455. Тврдио је да је фреска опатије Сан Либераторе Соларијево дело, што је негирао критичар Франческо Верленђа. Доминичи је у биографији описивао анегдоту о томе како се Солари у време краљице Јоване II Напуљске од обичног мајстора оженио ћерком трговца, након што је сликао путујући по Европи. Соларијева последња извесна активност је забележена 1514. године. Прича се да је био ученик Симона Папе Старијег. Улица у центру Кјетија је посвећена Соларију који је модификован насловом Чезара де Лолиса.

## Дела
- Testa di San Giovanni Battista (1590), Библиотека Амброзијана
- Madonna col Bambino e i ss. Pietro e Francesco (око 1514), у Милану
- Madonna col Bambino e San Giovannino, колекција у Санкт Петербургу
- Madonna con Bambino e committente, Национални археолошки музеј у Напуљу
- Madonna con Bambino e Santi (1495), црква Кармине у Ферму
- Madonna della Misericordia, црква Санта Марија у Мачерати
- Madonna del Soccorso, црква у Реканати
- San Francesco d’Assisi riceve le stimmate, Кампански провинцијски музеј у Капуи
- Madonna adorante il Bambino, Музеј уметности Костантино Барбела у Кјети
- Madonna con Bambino e Santi, позната као Madonna di Atri